# Brian Arregui
Brian Agustín Arregui (* 15. Januar 2000 in Gualeguay, Entre Ríos) ist ein argentinischer Boxer im Halbmittelgewicht.

## Amateurkarriere
Als Viertelfinalist der Jugend-Weltmeisterschaft 2018 in Budapest qualifizierte sich Arregui für die Olympischen Jugend-Sommerspiele 2018 in Buenos Aires, wo er die Goldmedaille im Weltergewicht erkämpfte.
Bei der Weltmeisterschaft 2019 in Jekaterinburg unterlag er in der zweiten Vorrunde gegen den späteren Bronzemedaillengewinner Bobo-Usmon Baturow, erhielt jedoch aufgrund seiner kontinentalen Ranglistenplatzierung einen Startplatz bei den 2021 in Tokio ausgetragenen Olympischen Spielen 2020. Dort schied er in der Vorrunde des Weltergewichts mit 2:3 gegen den US-Amerikaner Delante Johnson aus.

## Profikarriere
Sein Profidebüt gewann er im Dezember 2020. In seinem fünften Kampf, am 26. März 2022 in Dubai, besiegte er den bis dahin ebenfalls ungeschlagenen Inder Kulbir Dhaka und wurde dadurch Jugend-Weltmeister der WBO im Halbmittelgewicht.